# Stanislav Juránek
Stanislav Juránek (* 24. ledna 1956 Brno) je český politik, v letech 2010 až 2016 senátor za obvod č. 58 – Brno-město, v letech 2017 až 2021 poslanec Poslanecké sněmovny PČR, v letech 2000 až 2008 hejtman Jihomoravského kraje (v letech 2010 až 2016 první náměstek hejtmana), člen KDU-ČSL.

## Biografie
Absolvoval gymnázium v Brně na tř. Kpt. Jaroše se zaměřením na matematiku a fyziku. Po maturitě pracoval v letech 1977 až 1990 u Jihomoravských státních lesů postupně jako dělník, mistr a stavbyvedoucí. Dálkově vystudoval lesní inženýrství na Lesnické fakultě Vysoké školy zemědělské v Brně.
V letech 1997 až 2001 byl starostou městské části Brno-Židenice. V letech 2000 až 2008 byl hejtmanem Jihomoravského kraje. V letech 2006 až 2009 byl místopředsedou KDU-ČSL, od roku 2003 do listopadu 2015 byl předsedou jihomoravského krajského výboru KDU-ČSL.
Od ledna 2009 pracoval jako regionální ředitel Státního zemědělského intervenčního fondu (SZIF). 3. září 2010 byl zvolen statutárním náměstkem hejtmana Jihomoravského kraje. Do jeho kompetence patřila oblast školství.
Ve volbách 2010 se stal senátorem za obvod č. 58 – Brno-město, přestože jej v prvním kole předčil sociální demokrat Václav Božek v poměru 26,78 % ku 24,82 % hlasů, ve druhém kole však zvítězil křesťanský demokrat se ziskem 53,93 % hlasů.
Stanislav Juránek je laureát Ceny PŘÍSTAV, kterou mu v roce 2006 udělila Česká rada dětí a mládeže za podporu mimoškolní práce s dětmi a mládeží.
Od května 2011 je starostou sportovní organizace Orel.
Na krajské volební konferenci KDU-ČSL 2. prosince 2011 získal důvěru spolustraníků jako lídr krajských voleb. K hlavním bodům volebního programu jihomoravské KDU-ČSL patří zavedení tzv. region pasů, prostřednictvím kterých by občané kraje mohli ušetřit až 15 procent na energiích v domácnosti. Další součástí programu je nabídka výstavby levných bytů pro mladé rodiny.
V krajských volbách v říjnu 2012 získal celkem 21 510 preferenčních hlasů, nejvíce v celé České republice. Na ustavujícím zasedání zastupitelstva Jihomoravského kraje 23. listopadu 2012 byl opětovně zvolen statutárním náměstkem hejtmana Jihomoravského kraje, do jeho kompetence patří oblast školství.
V komunálních volbách v roce 2014 kandidoval za KDU-ČSL na 14. místě její kandidátky do Zastupitelstva města Brna a uspěl, když díky preferenčním hlasům skončil na 3. místě (KDU-ČSL získala 7 mandátů). Stejně tak uspěl ve volbách do Zastupitelstva Městské části Brno-Židenice, když se vlivem preferenčních hlasů posunul z 11. místa na místo první.
V listopadu 2015 se na krajské konferenci KDU-ČSL Stanislav Juránek ucházel o nominaci na lídra jihomoravské kandidátky KDU-ČSL pro krajské volby v roce 2016. V souboji dvou kandidátů ho poměrem 81:47 porazil Roman Celý.
Ve volbách do Senátu PČR v roce 2016 obhajoval za KDU-ČSL svůj mandát v obvodu č. 58 – Brno-město. Se ziskem 21,99 % hlasů postoupil z druhého místa do druhého kola, v němž prohrál poměrem hlasů 48,05 % : 51,94 % s kandidátem hnutí ANO 2011 Jiřím Duškem, a mandát senátora tak neobhájil.
Ve volbách v roce 2016 opět obhájil za KDU-ČSL mandát zastupitele Jihomoravského kraje. Získal 14 269 preferenčních hlasů (druhý nejvyšší počet v ČR). KDU-ČSL se však nestala součástí krajské koalice, a tak v listopadu 2016 skončil v pozici prvního náměstka hejtmana.
Ve volbách do Poslanecké sněmovny PČR v roce 2017 kandidoval za KDU-ČSL na 7. místě kandidátky v Jihomoravském kraji. Získal však 9 225 preferenčních hlasů, skončil první a stal se poslancem. V komunálních volbách v roce 2018 již do brněnského ani židenického zastupitelstva nekandidoval.
V krajských volbách v roce 2020 obhájil za KDU-ČSL post zastupitele Jihomoravského kraje. Původně figuroval na 21. místě, vlivem 4 413 preferenčních hlasů však skončil druhý. Též je členem Národní rady pro sport v rámci Národní sportovní agentury v oboru Sport pro všechny.
Ve volbách do Poslanecké sněmovny PČR v roce 2021 již nekandidoval. Také v krajských volbách v září 2024 již nekandidoval do Zastupitelstva Jihomoravského kraje.
Jeho syn Štěpán Juránek je taktéž členem KDU-ČSL. V letech 2018 a 2022 byl zvolen zastupitelem městské části Brno-Židenice a roku 2022 se stal také místostarostou této městské části.